# Atwood (Colorado)
Atwood è un centro abitato (census-designated place) degli Stati Uniti d'America, situato nella contea di Logan dello stato del Colorado. Nel censimento del 2000 la popolazione era di 195 abitanti.

## Geografia fisica
Secondo i rilevamenti dell'United States Census Bureau, Atwood si estende su una superficie di 9,2 km².